# Морис Метерлинк
Граф Морис Полидор Мари Бернар Метерлинк (на френски: Maurice Polydore Marie Bernard Maeterlinck) е белгийски драматург, поет и есеист. Той пише на френски език, а стиховете и пиесите му са типични за символизма. През 1911 г. Метерлинк получава Нобелова награда за литература.

## Биография
Морис Метерлинк е роден през 1862 г. в Гент в богато говорещо френски семейство. Още докато учи, той започва да пише стихове и кратки романи, които по-късно унищожава и от които са запазени само отделни откъси. След като завършва право в Гентския университет през 1885, прекарва няколко месеца в Париж, където се запознава с някои представители на новото по това време течение на символизма. Сред тях е Огюст Вилие дьо л'Ил-Адам, който оказва силно влияние върху работите на Метерлинк.
През 1889 г. Метерлинк бързо става известен, след като първата му пиеса La princesse Maleine получава ентусиазираното одобрение на критика Октав Мирбо. През следващите години пише поредица от пиеси, характеризиращи се с фатализъм и мистицизъм. Сред тях са L'Intruse („Натрапницата“, 1890), Les Aveugles („Слепците“, 1890) и Pelléas et Mélisande („Пелеас и Мелизанда“, 1892), по която през 1902 г. е написана и опера от Клод Дебюси. Най-успешната пиеса на Метерлинк, докато е жив, е L'Oiseau Bleu („Синята птица“, 1909).
През 1911 г. Морис Метерлинк получава Нобелова награда за литература, но през следващите години популярността му намалява. През 1914 г. Римокатолическата църква включва всички негови произведения в Индекса на забранените книги.
От 1895 до 1918 г. има връзка с певицата Жоржет Льоблан, а през 1919 г. се жени за Рене Даон. През 1930 г. купува замък в Ница, където живее през следващите години. През 1932 г. е обявен за граф от белгийския крал Албер I.
След началото на германското настъпление във Франция през 1940 г. Метерлинк заминава за Съединените щати и се връща в Ница след края на Втората световна война.
Морис Метерлинк умира в Ница през 1949 г.

## Произведения

### Стихове
- Serres chaudes (1889)
- Douze chansons (1896; преиздадена през 1900 като Quinze chansons)

### Проза
- Le Trésor des humbles (1896)
  - „Съкровище на смирените“ (в превод на Иван Радославов, 1918)
  - „Съкровището на смирените“ (1999)
- La Sagesse et la destinée (1898)
  - „Мъдрост и съдба“ (1926)
- La Vie des abeilles (1901)
  - „Живота на пчелите“ (1929)
  - „Животът на пчелите“ (2006)
- L'Intelligence des fleurs (1907)
- La vie des termites (1926)
  - „Животът на термитите“ (1928)
- Bulles bleues (1948; автобиография)

### Пиеси
- La Princesse Maleine (1889)
- L'Intruse (1890)
  - „Натрапницата“ (в сборника „Сврака на бесилката“, 2002, ISBN 954-8608-37-5)
- Les Aveugles (1890)
  - „Слепите“ (в превод на Д. Митов, 1919)
- Pelléas et Mélisande (1892)
  - „Пелеас и Мелизанда“ (в сборника „Сврака на бесилката“, 2002, ISBN 954-8608-37-5)
- La Mort de Tintagiles (1894)
  - „Смъртта на Тентажиля“ (в превод на Николай Лилиев, 1918)
  - „Смъртта на Тантажил“ (в сборника „Сврака на бесилката“, 2002, ISBN 954-8608-37-5)
- L'Intérieur (1894)
  - „Вътре“ (в сборника „Сврака на бесилката“, 2002, ISBN 954-8608-37-5)
- Monna Vanna (1902)
  - „Мона Вана“ (1926)
- L'Oiseau bleu (1908)
  - „Синята птица“
- Le Bourgmestre de Stilmonde (1918)
- La miracle de Saint-Antoine
  - „Чудото на Сн. Антоний“